# Ilha Zhenbao
A ilha Zhenbao é uma ilha localizada no Rio Ussuri. É denominada Zhenbao pelos chineses e Damansky pelos russos, pois foi palco de um conflito fronteiriço em 1969, envolvendo a União das Repúblicas Socialistas Soviéticas e a República Popular da China

## A Batalha da Ilha Zhenbao
A ilha foi palco da Batalha da Ilha Zhenbao. Em 2 de março de 1969, um grupo de soldados do Exército de Libertação do Povo emboscou os guardas de fronteira soviéticos na Ilha de Zhenbao. Segundo fontes chinesas, houve 94 feridos e morreram 58 soviéticos, entre eles um coronel sênior. As perdas chinesas foram relatadas como 29 mortos. De acordo com fontes soviéticas e russas, pelo menos 248 soldados chineses foram mortos na ilha e no rio congelado, e 32 guardas de fronteira soviéticos foram mortos, com 14 feridos.
Ambos os lados culparam o outro pelo início do conflito. No entanto, surgiu um consenso acadêmico de que a crise na fronteira foi um ato premeditado de agressão orquestrado pelo lado chinês. O estudioso americano Lyle J. Goldstein observou que os documentos russos divulgados desde a era glasnost pintam um quadro nada lisonjeiro do comando do Exército Vermelho no Extremo Oriente, com generais de alto escalão surpresos com a eclosão da luta e das unidades do Exército Vermelho casualmente comprometidas com a ação em um fragmentada, mas todos os documentos falam dos chineses como os agressores. Mesmo a maioria dos historiadores chineses agora concorda que em 2 de março de 1969, as forças chinesas planejaram e executaram uma emboscada, que pegou os soviéticos completamente de surpresa.
Os chineses afirmam uma versão diferente do conflito. A Revolução Cultural aumentou as tensões entre a China e os soviéticos, o que levou a brigas entre as patrulhas de fronteira. Em 27 de dezembro de 1968, vários veículos blindados soviéticos pousaram na Ilha de Zhenbao e os soldados soviéticos usaram paus para espancar os soldados chineses. Em 23 de janeiro de 1969, outro conflito violento ocorreu na ilha, e 28 soldados chineses teriam ficado feridos. De 6 a 25 de fevereiro de 1969, mais cinco incidentes semelhantes ocorreram, e o tiroteio começou em março de 1969. De acordo com a versão chinesa dos acontecimentos, às 8h40 de 2 de março de 1969, 30 patrulheiros de fronteira chineses divididos em dois grupos se aproximaram a ilha e foram recebidos por cerca de 70 soldados soviéticos ao longo de um caminhão e reforçados com dois veículos blindados que tentavam cercar a patrulha chinesa. Os chineses afirmam que os soviéticos abriram fogo às 9:17. Os soviéticos responderam com tanques, veículos blindados (APCs) e bombardeio de artilharia. Durante três dias, o PLA interrompeu com sucesso a penetração soviética e acabou expulsando todas as tropas soviéticas da Ilha de Zhenbao. Durante a escaramuça, os chineses implantaram dois pelotões de infantaria reforçada com apoio de artilharia. Fontes chinesas afirmam que os soviéticos implantaram cerca de 60 soldados e seis APCs anfíbios BTR-60 e, em um segundo ataque, cerca de 100 soldados apoiados por 10 tanques e 14 APCs, incluindo artilharia. O PLA havia se preparado para esse confronto por dois a três meses.